# Mikroekstrakcja

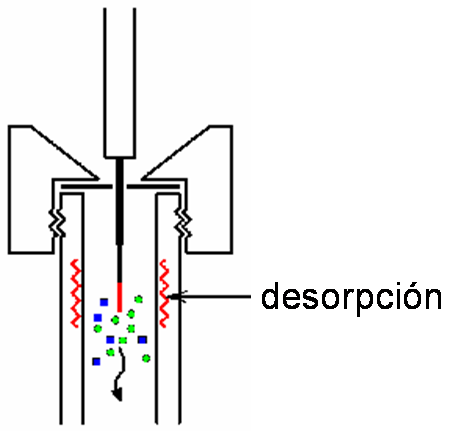
SPME

Mikroekstrakcja do fazy stacjonarnej (stałej) (ang. solid phase microextraction, SPME) - metoda przygotowania próbek do analizy chromatograficznej. Wykorzystywana jest głównie w chromatografii gazowej, rzadziej w chromatografii cieczowej. Metoda ta stanowi odmianę ekstrakcji do fazy stałej, w której sorbent nanoszony jest na cienkie włókno szklane lub kwarcowe umieszczone wewnątrz stalowej igły.
Najczęściej stosowanymi sorbentami są:
- poliakryl (PA)
- polidimetylosiloksan (PDMS)
- polidimetylosiloksan - polidiwinylobenzen (PDMS / DVB)
- Carbowax
- Carboxen

Metoda stworzona przez Janusza Pawliszyna.